# 迦爾納

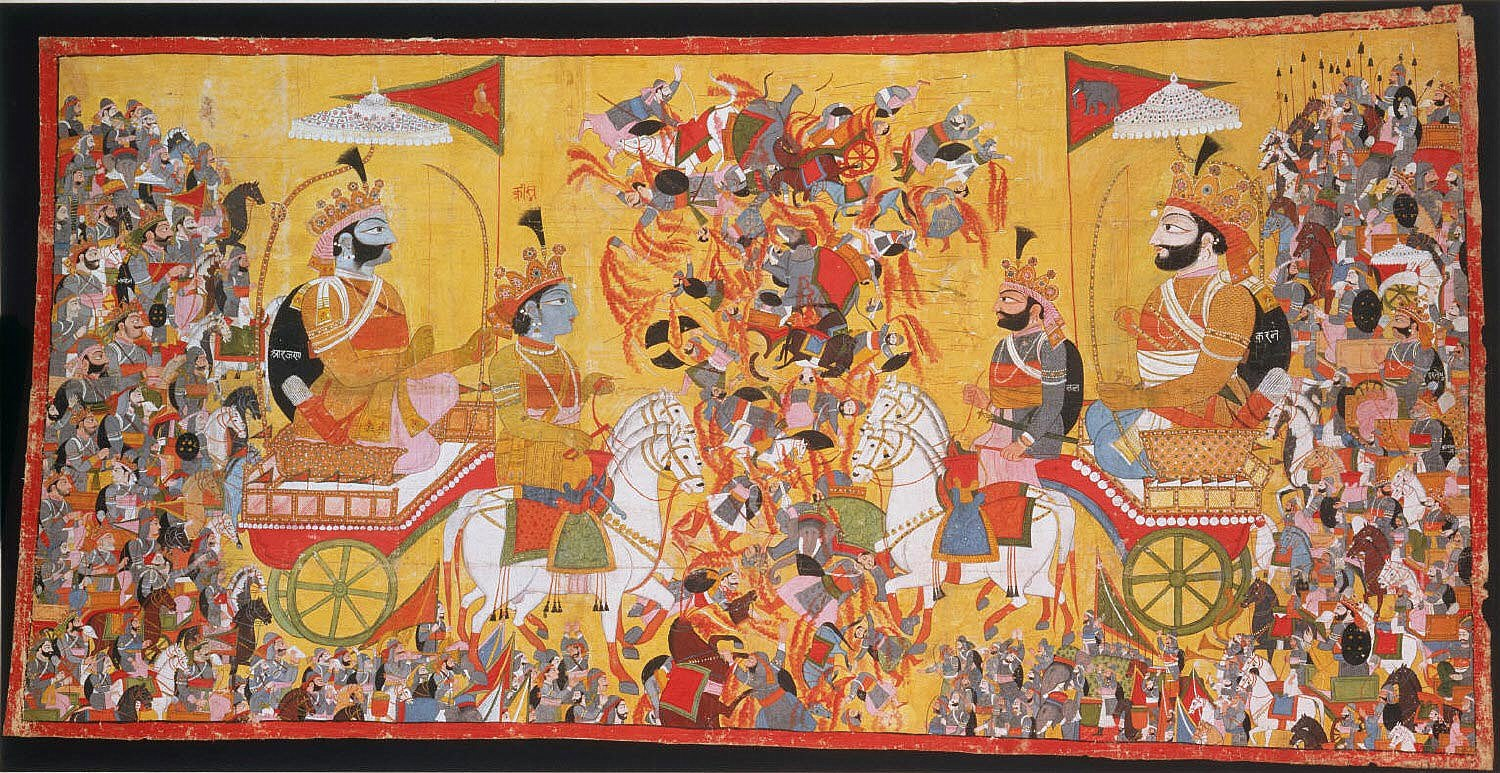
這幅畫描繪了《摩訶婆羅多》史詩中的俱盧之戰。左邊，阿周那坐在他的戰車駕駛黑天後面。右邊被描繪得最大的主要人物是迦爾納。繪製於約1820年，現藏於費城藝術博物館。

迦爾納（梵文：कर्ण，IAST：Karṇa；英語：Karna 或 Vasusena、Anga-raja、Radheya等）是史詩《摩訶婆羅多》的主角之一。
他是太陽神蘇利耶和貢蒂的兒子，因此是王室出身的半神。貢蒂由眾神得到生育一個具有理想神聖品質的孩子的恩賜，在沒有太多知識的情況下，她祈求太陽神來證實這個恩賜。迦爾納是貢蒂在十幾歲未婚時秘密生下，由於擔心婚前懷孕引起社會的憤怒和強烈反對，貢蒂將剛出生的迦爾納放在籃子裡於恒河漂流；籃子被發現後，迦爾納被屬於Sūta種姓的養父母 Radha 和 Adhiratha Nandana（他們是為持國王工作的戰車駕駛和詩人）收養並照顧長大。
迦爾納長大後成為一位能力非凡的戰士、一位才華橫溢的演講者，並成為難敵的忠實朋友。 他被難敵指派為鴦伽國王。 迦爾納在俱盧之戰中加入難敵的陣營。他是一位關鍵戰士，目標是殺死阿周那，但在與對方的戰鬥中喪生。
他是《摩訶婆羅多》中的悲劇英雄（英語：tragic hero），近似於亞里斯多德所述「有缺陷的好人」的文學類別。 他在該史詩後段被描述與親生母親見面，然後發現敵人們是親生母親所生下的弟弟。 迦爾納象徵著一個被那些應該愛他的人拒絕，但不被環境所拒絕的人，並成為一個擁有非凡能力的人，願意作為忠誠的朋友獻出他的愛和生命。他在該史詩中被進一步描述，以強調並論述主要的情感和法（責任、倫理、道德）的困境。 他的故事啟發印度和東南亞許多印度教藝術傳統的第二手文獻、詩歌和戲劇。
他的兒子有牛軍等。

## 文化影響
- 在日本《Fate系列》中，作為Lancer出場。配音員︰遊佐浩二。